# 刘贤斌
刘贤斌（1968年10月2日—），别名刘陈、笔名万贤明，男，汉族，出生四川省遂宁市市中区。中国人权活动人士、作家和《零八宪章》首批签署人。

## 生平

### 八九民运
1987年考上中国人民大学劳动人事学院，积极参与了1989年学生民主运动，事件结束后仍然坚持参与民主活动，于1991年4月15日被北京市公安局逮捕，关押在秦城监狱，后于1992年12月28日被北京市中级人民法院以“反革命宣传煽动罪”判刑2年6个月，剥夺政治权利1年。1993年10月刑满出狱。

### 组建中国民主党
出狱后的刘贤斌仍坚持推动民主事业，展开营救异议人士以及组建中国民主党的活动。1999年7月7日被遂宁市公安局刑事拘留；1999年8月6日被遂宁市中级人民法院以“颠覆国家政权罪”判刑13年，剥夺政治权利三年。2008年11月6日出狱。

### 批评四川豆腐渣工程
刘贤斌在释放后继续参与人权活动，也是《零八宪章》首批签署人之一，并发表文章。2010年6月28日，刘贤斌在与四川民运人士陈卫喝茶时，被遂宁国保警察带走传唤，并于当日以涉嫌“煽动颠覆国家政权罪”被刑事拘留。

### 近况
2011年3月25日上午，刘贤斌被四川遂宁市中级法院以「煽动颠覆国家政权罪」判处10年有期徒刑，並处剥夺政治权利2年零4个月。

## 声援营救活动

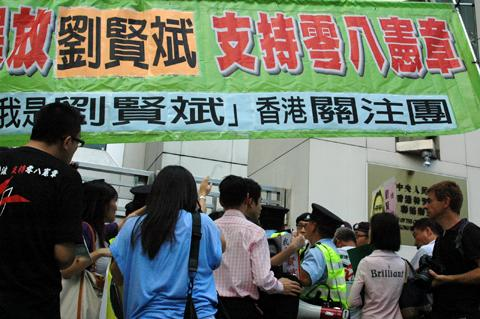
抗议人士在香港中联办大楼外游行声援刘贤斌

刘贤斌被逮捕的消息引起民运界广泛震惊，至少16个省市及海外的民运人士发起“我是刘贤斌”公民关注团活动，一些人权律师还自发组建刘贤斌案件法律援助团。从2010年8月1日起，许多民主维权人士发起“公民接力绝食声援营救刘贤斌”活动，表达对刘贤斌的关注和支持。每天有至少2位公民参加，绝食24小时，节省下的生活费捐给被民运人士称为“良知的守望者”刘贤斌的家人。部份参加接力绝食人士：八九民运学生、西安维权人士杨海、贵州民运人士、前贵州毕节日报记者李元龙、河南维权人士王译、江西人权律师郭莲辉、前中国海洋报记者、网络作家昝爱宗，评论家莫之许等。另外，参加了第2天接力绝食的贵州知名民运人士陈西星期五中午被公安传唤，估计与他参加接力绝食声援刘贤斌活动有关。到晚上记者致电时，他的妻子称陈西仍未回家。另一位参加第1天接力绝食行动的贵州维权人士张重发前几天因为绝食活动而被当地警方传唤。